# 에티오피아 올림픽 위원회
에티오피아 올림픽 위원회(영어: Ethiopian Olympic Committee)는 에티오피아를 대표하는 국가 올림픽 위원회이다. IOC 코드는 ETH이다. 본부는 아디스아바바에 있으며 아프리카 국가 올림픽 위원회 연합에 소속되어 있다.
1948년에 설립되었으며 1954년에 국제 올림픽 위원회의 승인을 받았다. 올림픽, 올아프리카 게임을 비롯한 국제 스포츠 대회에 참가하는 에티오피아의 선수들을 대표한다.

## 같이 보기
- 올림픽 에티오피아 선수단